# Peep and the Big Wide World
Peep and that Big Wide World là một bộ phim truyền hình hoạt hình giáo dục của Mỹ được tạo ra bởi Discovery Kids. Peep and the Big Wide World đã trở thành một bộ phim thường xuyên vào năm 2004. Chương trình được thực hiện trên mạng truyền hình cáp Discovery Kids có liên quan.